# Корейское имя
Корейское имя состоит из фамилии и следующего после неё личного имени.
В большинстве случаев фамилия состоит из одного слога, а имя — из двух слогов. Как имя, так и фамилия часто записываются с помощью ханча — китайских иероглифов, отражающих корейское произношение. Ханча более не используются в Северной Корее, а их использование для имён в Южной Корее сокращено до 5038 иероглифов. При использовании европейских языков некоторые корейцы сохраняют традиционный порядок написания, а другие меняют его согласно западной схеме. В Корее женщина, выходя замуж, обычно сохраняет девичью фамилию.
В Корее используется всего около 250 фамилий. Самыми распространёнными из них являются Ким, Ли и Пак (тем не менее большинство однофамильцев не является близкими родственниками). Происхождение корейских фамилий тесно связано с корейской историей и географией. Существует множество кланов, каждый из которых связан с определённым местом, как например Кимы из Кимхэ. В большинстве случаев каждый клан прослеживает свою родословную до общего предка по мужской линии.
В корейской истории использование имён изменялось. Древние имена на корейском языке встречались во время периода Трёх королевств (57 год до н. э. — 668 год н. э.), однако со временем, по мере принятия китайской письменности, они были вытеснены именами, записываемыми китайскими иероглифами. Во время периодов влияния монголов и маньчжуров правящая элита дополняла свои корейские имена монгольскими и маньчжурскими именами. Кроме того, в первой половине 1940-х годов японские колониальные власти проводили так называемую политику смены имён, согласно которой корейцы должны были менять свои фамилии и имена на японские.

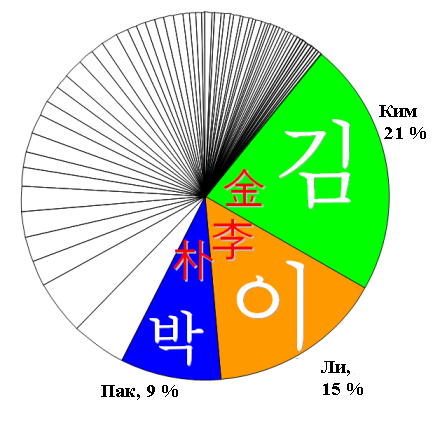
45 % корейцев носят фамилию Ким, Ли и Пак

## Обзор

### Фамилии
По данным Бюро статистики, в Южной Корее, по результатам переписи 2000 г., насчитывается 284 разные фамилии. Каждую из фамилий может носить несколько кланов (понгванов), идентифицируемых по географическому принципу. К примеру, наиболее многочисленный клан — это Кимхэ Ким, то есть клан Кимов из города Кимхэ. В конце XX века в Корее насчитывалось более 3 тысяч кланов, в самых крупных из которых было сотни тысяч и миллионы человек — например, Ли из Чонджу и Кёнджу, Пак из Миряна. Как и в других восточноазиатских культурах, женщины Кореи обычно сохраняют свою фамилию после замужества, однако дети получают фамилию отца. Согласно традиции, каждый клан должен публиковать своё генеалогическое древо (чокпо) каждые 30 лет.
На происхождение корейских фамилий оказала большое влияние китайская традиция. Большая часть корейских фамилий состоит из одного иероглифа ханча и, таким образом, из одного слога. Существует около дюжины фамилий, состоящих из двух слогов (самые распространённые из них — это Намгун и Хванпхо), однако они все находятся за пределами первой сотни в списке самых распространённых. Большинство из них использует нетривиальные составные китайские имена. Пять наиболее распространённых фамилий носит более 20 млн человек в Южной Корее. Личных имён в Корее великое множество, и они практически не делятся по половому принципу, то есть могут принадлежать как мужчине, так и женщине.

### Имена

И верхняя, и нижняя строчки — написание корейского имени Хон Гиль Дон. Верхняя строчка записана на хангыле, нижняя — на ханче. В обоих случаях фамилия Хон выделена жёлтым цветом

Традиционно имена мальчиков определяются именем поколения, эта традиция пришла из Китая. Один или два иероглифа в имени корейца уникальны, а другие — общие для всех членов семьи одного поколения. В Северной Корее имена поколений одинаковы для более близких родственников — братьев и сестёр.
Имя состоит из иероглифов ханча, однако записывается обычно на хангыле. В Северной Корее ханча уже почти не используется, но значения иероглифов остались. К примеру, слог чхоль (кор. 철?, 鐵?), использующийся в имени мальчиков, означает «железо». В Южной Корее параграф 37 Закона о семейном реестре (англ. Family Registry Law) требует, чтобы ханча в именах выбиралась из заранее предопределённого списка. Если ханча для имени выбирается не из списка, в семейный реестр оно записывается хангылем. В марте 1991 года Верховный суд Южной Кореи опубликовал Список иероглифов ханча для использования в именах, который позволяет использовать для имён в совокупности 2854 различных иероглифа (и 61 альтернативную форму). В 1994, 1997, 2001 и 2005 годах этот список расширялся и теперь он состоит из 5038 разрешённых иероглифов.
Несмотря на то, что традиции всё ещё сильны, начиная с конца 1970-х годов некоторые родители дают детям личные имена, которые являются изначально корейскими словами, обычно состоящими из двух слогов. Популярные имена, состоящие из корейских слов, — Ханыль (하늘; «небо»), Арым (아름; «красота»), Киппым (기쁨; «радость») и Исыль (이슬; «чистота», буквально: «роса»). Несмотря на тенденцию ухода от традиционной практики, имена людей всё ещё записываются в официальных документах, семейных генеалогиях и т. д. как на хангыле, так и на ханче (если возможно).
Состоят имена обычно из двух слогов, в редких случаях — из одного или трёх, как, к примеру, имена политиков Ким Гу, Ко Куна и Ён Кэсомуна. Корейцы с фамилиями, состоящими из двух слогов, обычно имеют имя, состоящее из одного слога, как, например, у певицы Сомун Так.

## Транскрипция

### Романизация
В англоговорящих странах три наиболее распространённых фамилии записываются как «Kim» (김), «Lee» или «Rhee» (리, 이) и «Park» (박). Несмотря на официальную романизацию корейского языка, используемую для перевода географических и других названий на латиницу как в Северной, так и в Южной Корее, романизация корейских имён проводится по фонетической транскрипции. Так, фамилия «Ли» может записываться на латинице как «I», «Yi», «Rhee» и «Rhie». В Северной Корее используется произношение 리 (ри), а в Южной — произношение 이 (и). То же касается и нескольких других фамилий.

### Кириллизация
Для кириллизации корейского языка в целом и имён в частности наиболее широкое применение находит система Концевича, в которой отдельно оговорены правила и рекомендации для транслитерации корейских имён. На русском языке корейское имя записывается обычно в три (или два) отдельных слова, каждое из которых состоит из одного слога. Первой идёт фамилия, за ней — имя, данное при рождении, как например Ли Сын Ман, Ким Дэ Чжун. Двусложные имена и фамилии Лев Концевич рекомендует писать слитно, как например Кан Гамчхан, Ли Гюбо. Традиционно в русскоязычной литературе сохранялось написание корейских имён, исходя из северокорейского варианта — например, Цой вместо Чхве, однако эта традиция сейчас начала не соблюдаться.
Среди корейцев, проживающих на территории стран бывшего СССР, часто встречаются фамилии вроде Хегай, Югай, Огай. Это видоизменённые (с помощью добавления суффикса -гай) короткие фамилии Ю (Лю), Хе, О и подобные.

## Использование
Использование имён и называние по имени имеют жёсткие правила и ограничения в традиционном корейском обществе. В корейской культуре считается грубым называть человека по личному имени, если это не один из самых близких друзей. Особенно это важно при обращении к более взрослому человеку. Это правило часто является источником трудностей для изучающих корейский язык.
Существует множество слов, позволяющих дополнить настоящее имя человека. Среди взрослых одного социального статуса считается нормой обращаться друг к другу, добавляя к полному имени суффикс сси (씨 氏). Тем не менее невежливо обращаться к человеку только по фамилии, даже используя этот суффикс. Если человек, к которому обращаются, имеет официальный статус, к нему обычно обращаются по названию этого статуса (к примеру, «менеджер» или «босс»), часто с уважительным суффиксом ним (님). В таких случаях можно добавлять и личное имя, хотя это обычно указывает на то, что тот, кто обращается, имеет более высокий статус.
В корейском обществе распространена текнонимия — обычай называть женатого мужчину (замужнюю женщину) по имени его или её ребёнка. Вполне обычно называть мать по имени её старшего сына, к примеру, «мама Чхоль Су» (철수 엄마). Впрочем, текнонимия может иметь своими объектами любого из родителей и любого из детей в семье, в зависимости от контекста.
Среди детей и близких друзей называние друг друга по имени не является неуважительным. Часто также используются прозвища.

## История
Корейские имена с течением времени изменялись. При этом следует понимать, что имена записывались иероглифическим письмом и доподлинное их звучание до того, как их стали иногда записывать хангылем в 16 веке, неизвестно, так как нет единой фонетической теории, в равной степени принятой всеми историками, по поводу развития фонетического ряда транскрипции ханча в исторической перспективе. Первые имена, появившиеся в хрониках, относятся к периоду ранних Трёх королевств, тогда на Корейском полуострове было сильно влияние китайской культуры, так как Китай со временем стал доминирующей силой в регионе. Изменения продолжались во время следующих периодов корейской истории — государства Объединённое Силла, династий Корё и Чосон. Для аристократии ранга янбанов использовалась сложная система альтернативных имён, родившаяся в эпоху Чосон. Эта система, включая придворные имена, посмертные имена, имена при рождении и писательские псевдонимы, выросла из конфуцианской традиции. Система придворных имён основывается на «Книге церемоний», одной из пяти ключевых книг конфуцианства. Эта система впервые проникла в Корею во время Трёх государств, однако о весьма немногих аристократах того времени известно, что они носили придворное имя (среди них был, например, Соль Чхон 설총 薛聰). Эта традиция широко распространилась только при поздней династии Корё, когда влияние конфуцианства в стране начало серьёзно усиливаться.
Согласно хронике «Самгук саги», первые фамилии были дарованы народу ванами. В частности, в 33 году н. э. ван Юри дал шести вельможам государства имена Ли (이), Пэ (배), Чхве (최), Чон (정), Сон (손) и Соль (설). Так или иначе, эта теория не находит широкого распространения среди современных историков, которые считают, что китаизированные имена вошли в обиход спустя примерно пятьсот лет после событий, описанных в «Самгук саги».

### Древнекорейские имена
До распространения системы имён в китайском стиле у корейцев была своя система имён. За исключением аристократии, большинство корейцев в древности не имело фамилий. Личные имена состояли иногда из трёх слогов — например, Мисахын (미사흔; 未斯欣) или Садахам (사다함; 斯多含). Под влиянием китайской культуры в первом тысячелетии нашей эры среди корейцев получили распространение и фамилии. Вначале они появились у ванов, затем распространились среди аристократии и наконец дошли до простого народа, однако случилось это довольно поздно — вплоть до XIX века большинство простолюдинов не имело фамилий.
В древнекорейских государствах Когурё и Пэкче часто встречались некитайские фамилии, которые часто состояли из двух слогов, причём считается, что большинство из них были топонимами. Согласно японским летописям, некоторые иероглифы, использовавшиеся для записи фамилий, произносились не по-китайски, а по-корейски. Например, воевода из Когурё Ён Кэсомун (연개소문; 淵蓋蘇文) в японской хронике «Нихон сёки» упоминается под именем Ири Касуми (伊梨柯須弥). Слово ири, возможно, имело в когурёском языке значение «фонтан».

### Монгольское влияние
Во время короткого периода монгольской оккупации в эпоху династии Корё корейские ваны и аристократия имели как монгольские, так и сино-корейские имена. Например, у вана Конмина было монгольское имя Баян Тэмур и сино-корейское Ван Ги (王祺) (позднее — Ван Чжон, 王顓).

### Японское влияние
Во время японского колониального правления Кореи (1910—1945) корейцев вынуждали принимать японские имена. В 1939 году, в рамках политики культурной ассимиляции (яп. 同化政策 до:ка сэйсаку), проводимой генерал-губернатором Кореи Дзиро Минами, был издан Указ № 20 (известный как «Указ об именах», 창씨개명), принятый в качестве закона в апреле1940 года. Он разрешал (на самом деле заставлял) корейцев принимать японские фамилии и имена. Хотя принуждение было официально запрещено японским колониальным правительством, на местах чиновники заставляли корейцев силой японизировать свои имена, в результате чего к 1944 году около 84 % населения Кореи имело японские фамилии. Тем не менее многие корейцы, близкие к правящей элите (среди них наиболее известен Хон Са Ик, генерал Императорской армии Японии), выстояли под этим давлением и сохранили свои национальные имена.
После освобождения Кореи 23 октября 1946 года американским военным командованием в Корее был издан «Приказ о восстановлении имён» (조선 성명 복구령; 朝鮮姓名復舊令), позволяющий всем корейцам к югу от 38-й параллели вернуть свои национальные имена.